# Ирида
Ирида или Ирис (грч. Ιρις, лат. Iris) је богиња дуге и гласник богова. Она је кћерка океаниде Електре и морског бога Тауманта, Аркина сестра близнакиња. Ирида је била жена Зефира, бога западних ветрова и са њим је имала сина Пота.

## Митологија
Ирида је, са небеских висина преносила поруке богова, и дугом шарала по небу, а тамо где би дуга дотакла тло земље, израстао би цвет перунике, по њој назван — ирис.
Била је лични гласник богиње Хере, повезивана и с Хермесом, гласником богова, а она је, као и он, носила или крилати штап или кадуцеј. За разлику од Хермеса, она добијене задатке није извршавала, него их је само објављивала. Понекад би, тим наредбама додавала и понешто свога, нарочито када би се оне тицале богиња на које је она била љубоморна.
На заповест Зевса доносила је крчаг са водом из реке Стикс, да би са њом успавала све оне који лажно сведоче.
На сликама и рељефима је приказивана како у облаке долива воду и пуни их. Често је приказивана и у обличју дуге или као млада девојка са крилима, а понекад и са штапом гласника.
Иридини епитети:
- Златокрила, или
- Брзонога као олуја, или
- Прекрасна кћи Таумантова, или

## Употреба имена
Сем за латински назив рода перуника (Iris), име ове богиње се користи и као медицински назив за дужицу ока (iris).